# 漢考克 (密蘇里州)
漢考克（英語：Hancock）是位於美國密蘇里州普瓦斯基縣的非建制地區。

## 歷史
漢考克的郵局於1869年設立，其後於1955年停運。

## 地理
漢考克所處的海拔為高於海平面339米（即1112英呎），而該地所採用的時區為UTC-6，即北美中部時區（CST）。同時該地設有夏令時間，為UTC-6調快一小時，即UTC-5（CDT）。